# Франц фон Гольцгаузен
Франц фон Гольцгаузен (англ. Franz von Holzhausen, нар. 10 травня 1968; Сімсбері, штат Коннектикут, США) — американський промисловий дизайнер, головний дизайнер виробника електрокарів Tesla Motors.
Журнал Automobile включив Гольцгаузена до числа 25 найвизначніших автодизайнерів усіх часів.

## Біографія
Франц фон Гольцгаузен народився у 1968 році в Сімсбері, штат Конектикут. З 1986 по 1988 роки навчався дизайну в Сіракьюзькому університеті в штаті Нью-Йорк, а потім з 1988 по 1992 — в Art Center College of Design у Пасадині, штат Каліфорнія.
У червні 1992 року став асистентом головного дизайнера каліфорнійської студії концерну Volkswagen. Під керівництвом головного дизайнера Джі Мейса брав участь у створенні Volkswagen New Beetle і Volkswagen Microbus.
У лютому 2000 року перейшов у концерн General Motors і очолив каліфорнійську студію. Під його керівництвом були розроблені Pontiac Solstice, Saturn Sky, Opel GT, Chevrolet SS і концепт-кар Chevrolet Borrego.
З лютого 2005 року — шеф-дизайнер (Director of Design) каліфорнійської студії Mazda. На новому місці роботи він розробив концепт-кари Kabura, Mazda Nagare і Mazda Furai. З його власних слів, він не був задоволений компанією, оскільки багато його розробок не пішли у серію.
У серпні 2008 року перейшов у Tesla Motors після того, як його особисто запросив Ілон Маск. Як головний дизайнер розробив преміальні седан Model S, кросовер Model X та «бюджетну» Model 3, котра була представлена 31 березня 2016 року.

## Галерея робіт

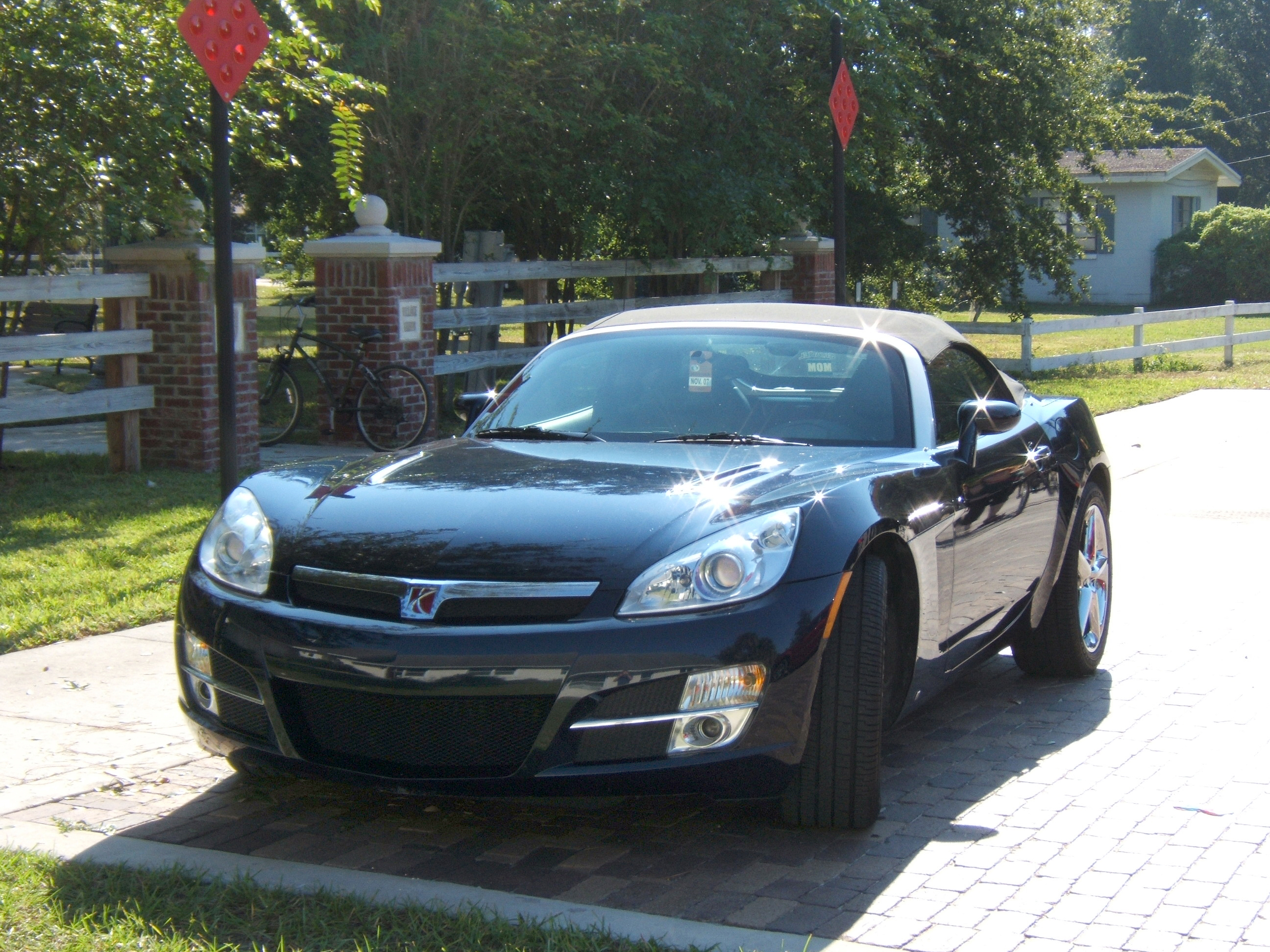
Saturn Sky
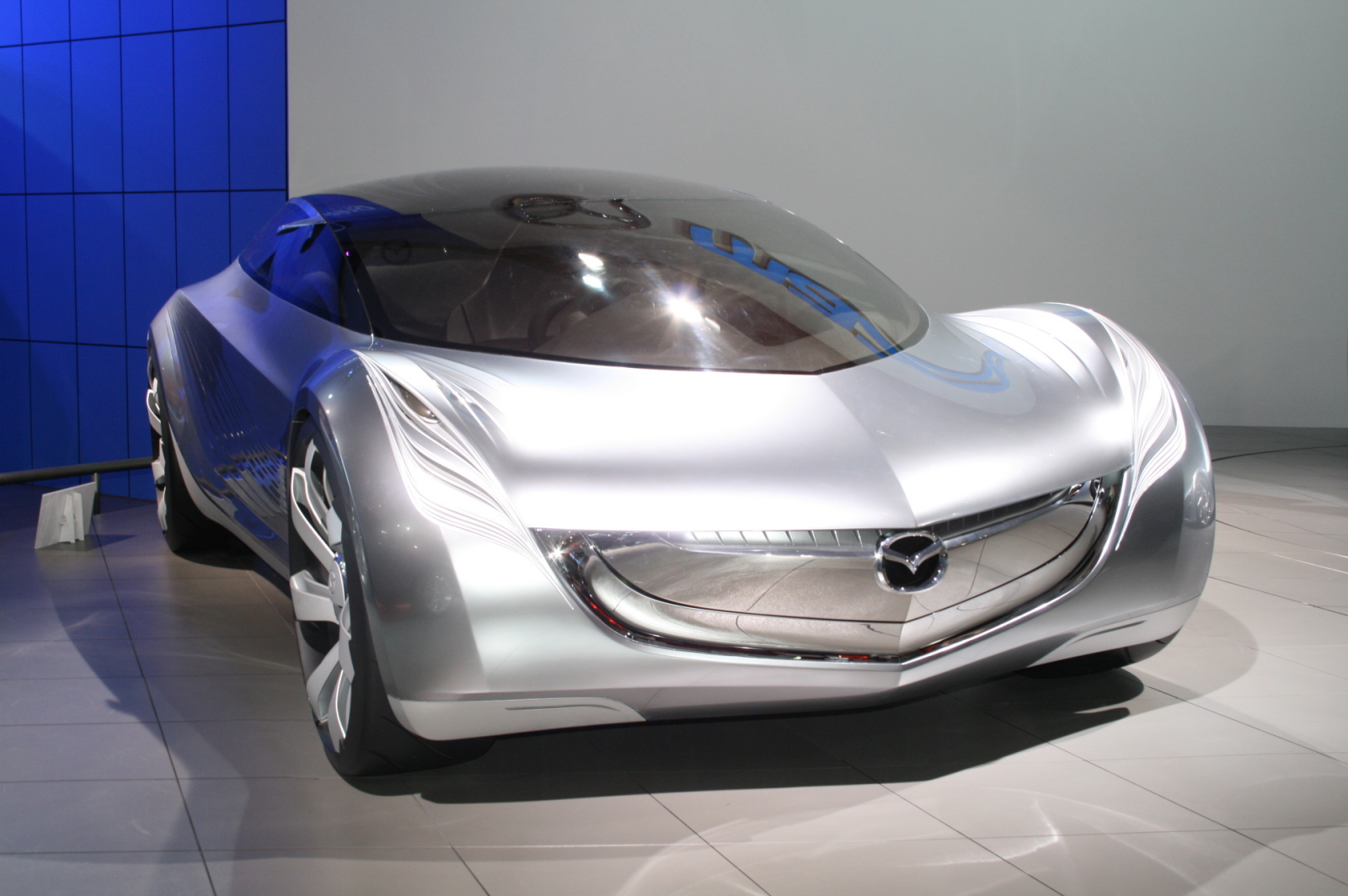
Mazda Nagare
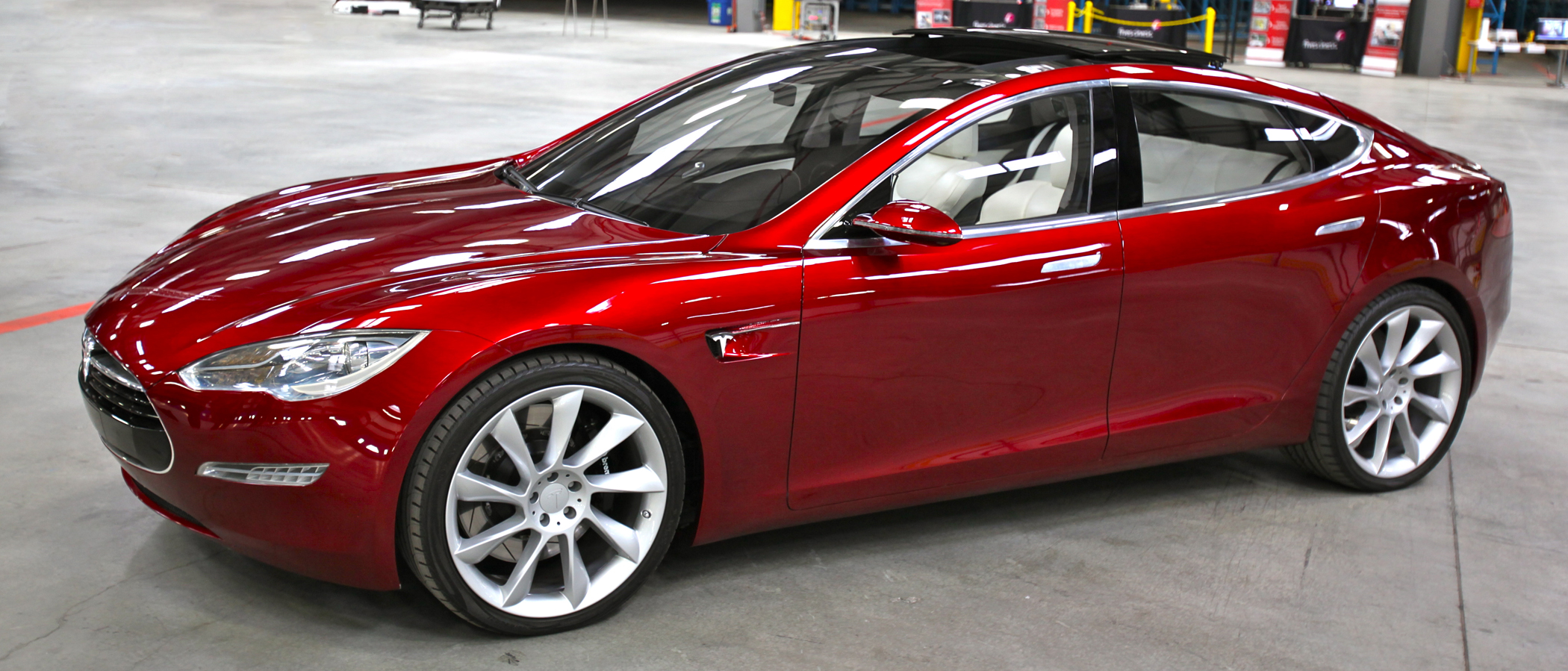
Tesla Model S